# With a Little Help from My Friends
«With a Little Help from My Friends» (с англ. — «С небольшой помощью моих друзей») — песня группы The Beatles из альбома Sgt. Pepper’s Lonely Hearts Club Band, написанная Джоном Ленноном и Полом Маккартни в 1967 году специально для Ринго Старра. Песня плавно вытекает из предыдущей. Изначальное название песни — «Bad Finger Boogie» — позже дало имя рок-группе Badfinger, до этого известной как The Iveys.

## Создание
Джон Леннон и Пол Маккартни закончили работу над песней в середине марта 1967 года. Они намеренно подбирали рифмы, которые трудно будет заменить на другие по смыслу. Первая строчка изначально звучала так: «What would you do if I sang out of tune? Would you stand up and throw tomatoes at me?» Известен случай, когда после комментария Джорджа Харрисона «I liked jelly babies», фанаты во время выступления забросали участников группы мармеладом. Ринго Старр изменил эту строчку, так как не имеет отношения к словам Джорджа, а, следовательно, и к происшествию.

## Концепция
Песня написана в виде диалога между Старром и остальными тремя битлами, в котором последние задают вопросы, а Ринго на них отвечает, например
— Would you believe in a love at first sight?

— Yes, I’m certain that it happens all the time.

## Запись
Запись началась 29 марта 1967 года.
«With a Little Help from My Friends» была написана для того, чтобы её спел Ринго Старр, и была известна во время этой сессии только как Bad Finger Boogie.
С самого начала она задумывалась как песня, в которую непосредственно перейдёт заглавный трек «Sgt Pepper’s Lonely Hearts Club Band», и запись начиналась со строчки Billy Shears.
The Beatles начали с записи ритм-дорожки за десять дублей, последний из которых был лучшим. На нём было фортепиано Пола Маккартни на первой дорожке, ритм-гитара Джорджа Харрисона на второй, барабаны Старра и колокольчик, на котором играл Джон Леннон, на третьей, и Джордж Мартин играл на органе на четвёртой дорожке.
Специальный микс, пронумерованный как дубль одиннадцатый, был сделан, чтобы освободить место на плёнке для дальнейших наложений. Затем Старр добавил свой лид-вокал на дорожки три и четыре с бэк-вокалом Леннона, Маккартни и Харрисона. Эта сессия завершилась в 05:45, а запись песни была закончена на следующий день.
Запись продолжалась на следующий день (30 марта). Наложения были добавлены на вторую дорожку плёнки, начиная с малого барабана и литавр во вступлении и бас-гитары (на которой играл Пол Маккартни), лид-гитары (Джордж Харрисон) и бубна (Ринго Старр) во время основной части песни.
Затем дорожка с лид-вокалом предыдущего дня была стёрта и заменена вокальными гармониями Маккартни и Джона Леннона и гитарой, заполнившей место перед вторым куплетом. Орган и вокальные наложения для представления «Билли Ширса» были добавлены на дорожки три и четыре, и на этом песня была завершена.
Сессия закончилась в 07:30 утром 31 марта. Позже в этот же день песня была сведена в моно.
Дубли первый (фальстарт) и второй (инструментальная версия) доступна в юбилейном переиздании альбома.

## Участники записи
- Ринго Старр — вокал, барабаны, тамбурин
- Пол Маккартни — бэк-вокал, фортепьяно, бас-гитара
- Джон Леннон — бэк-вокал, ковбелл
- Джордж Харрисон — бэк-вокал, гитара
- Джордж Мартин — электронный орган

## Скандалы
Как и в других песнях из этого альбома, в «With a Little Help from My Friends» обнаружили намёки на наркотики. Из-за подозрений в пропаганде наркотиков три песни («With a Little Help from My Friends», «Lucy in the Sky with Diamonds» и «A Day in the Life») были изъяты из официальной версии альбома, распространявшейся в Юго-Восточной Азии. Вместо них на «Sgt. Pepper’s…» попали песни из следующего альбома The Beatles «Magical Mystery Tour» — «The Fool on the Hill», «Baby, You’re a Rich Man» и «I Am the Walrus».

## Другие исполнители
- Вскоре после выхода песни малоизвестный на тот момент певец Джо Кокер записал свою версию песни в блюзовой стилистике, ставшую настоящим трамплином его карьеры[5][6] и визитной карточкой на многие годы. Пол Маккартни: «Помню, как они с продюсером Дэнни Корделлом пришли ко мне в студию на Сэвил-Роу и дали послушать свою запись. Это было потрясающе, они полностью преобразили эту композицию и превратили её в настоящий гимн стиля соул. Я всегда был благодарен ему за это»[7].
- Двенадцатилетняя Дарси Линн Фармер исполнила «With a Little Help from My Friends» в финале конкурсе «В Америке есть таланты» в 2017 году и одержала победу.[источник не указан 2798 дней]